# Кронк, Николас
Николас Кронк (Nicholas Ernst Cronk; род. XX век) — британский исследователь. Доктор философии, профессор Оксфорда (с 2005), директор Voltaire Foundation (с 1997), эмерит-феллоу St Edmund Hall, Oxford. Являлся феллоу последнего с 1985 по 2002. Член Европейской академии (2024), иностранный член Американского философского общества (2025). Лауреат BSECS Digital Prize (2010).
Основные исследовательские интересы связаны с Вольтером, также интересуется в целом французским Просвещением и историей книги.
Почётный доктор Университета Макгилла (2023). Кавалер ордена Искусств и литературы (2002) и офицер ордена Академических пальм (2001). Удостоен фестшрифта.
Генредактор Complete Works of Voltaire (с 2000) — первой в истории научной публикации всех произведений Вольтера, в более чем 200 томах.